# SSX (игра, 2012)
SSX (аббревиатура от Snowboard Supercross), на стадии разработки была известна как SSX: Deadly Descents — видеоигра в жанре спортивный симулятор, разработанная студией EA Canada и изданная компанией EA Sports для игровых консолей PlayStation 3 и Xbox 360 в 2012 году. Является шестой игрой серии SSX.

## Обзор игры
Команда сноубордистов (SSX Team) собирается покорить несколько наиболее опасных вершин по всему миру. Однако один из спортсменов, Грифф Симмонс, выходит из команды, решив выполнить эту задачу самостоятельно.
Игра представляет собой спортивный симулятор с трёхмерной графикой. Представлены три игровых режима: Race, Trick, а также Survival (появляющийся только в этой игре серии).
В игре доступны девять персонажей и столько же вершин (в Гималаях, Сибири, Антарктиде и др.), с которых нужно спуститься на высокой скорости. Суть игры, так же, как и в предыдущих играх серии, заключается в следующем: на каждой трассе игрок должен спуститься на сноуборде с вершины быстрее противников, выполнив при этом как можно больше трюков. Каждый персонаж обладает определёнными особенностями и умениями (которые можно совершенствовать в ходе игры) и становится доступным в одиночном режиме только на одном треке. Заработанные на трассах деньги можно потратить на покупку оборудования или костюмов.
Трассы в игре имеют возрастающий уровень сложности и отличаются большим количеством опасных мест (поворотов, пропастей, отрезков с препятствиями).
В игре присутствует возможность проходить опасный участок заново, если персонаж сбился с пути, столкнулся с препятствием, попал в ловушку или неудачно выполнил трюк.

## Оценки
| Сводный рейтинг | Сводный рейтинг | Сводный рейтинг |
| Издание         | Оценка          | Оценка          |
| Издание         | PS3             | Xbox 360        |
| --------------- | --------------- | --------------- |
| GameRankings    | 81,73 %         | 81,77 %         |

Игра получила в основном высокие оценки критиков и игроков.
Информационный сайт GameSpot назвал среди достоинств игры графическое оформление и детализацию трасс, звуковое сопровождение и онлайн-мультиплеер. Также критикам понравилась возможность проходить опасный участок трека заново.
Рецензенты из журнала GamesMAG отметили, что, несмотря на многообразие трасс и маршрутов, геймплей очень однообразный и сводится только к тому, чтобы выполнить как можно больше трюков и прийти к финишу первым. Также было добавлено, что графика в игре не вызывает особого впечатления у игрока, но музыкальное сопровождение при этом выполнено на должном уровне.
Критиками сайта Joystiq игра была названа «лучшей среди симуляторов экстремальных видов спорта». При этом оценка сайта была 3,5 баллов из 5; рецензенты объяснили подобную оценку недостатками в геймплее (в частности, непродуманной композицией трасс), которые делают прохождение некоторых треков скучным.
Также некоторыми рецензентами среди недостатков игры были названы ограниченное количество оборудования и невозможность игры вдвоём, среди достоинств — онлайн-мультиплеер.